# Юзефув (гміна Зволень)
Юзефув (пол. Józefów) — село в Польщі, у гміні Зволень Зволенського повіту Мазовецького воєводства.
Населення — 111 осіб (2011).
У 1975-1998 роках село належало до Радомського воєводства.

## Демографія
Демографічна структура станом на 31 березня 2011 року:
|          | Загалом | Допрацездатний вік | Працездатний вік | Постпрацездатний вік |
| -------- | ------- | ------------------ | ---------------- | -------------------- |
| Чоловіки | 56      | 12                 | 38               | 6                    |
| Жінки    | 55      | 13                 | 27               | 15                   |
| Разом    | 111     | 25                 | 65               | 21                   |